# Epidendrum ionodesme
Epidendrum ionodesme är en orkidéart som beskrevs av Rudolf Schlechter. Epidendrum ionodesme ingår i släktet Epidendrum och familjen orkidéer. Inga underarter finns listade i Catalogue of Life.